# Taraco (distrito)
Taraco é um distrito do departamento de Puno, na prrovíncia de Huancané, Peru.

## Transporte
O distrito de Taraco é servido pela seguinte rodovia:
- PU-119, que liga a cidade de Capachica ao distrito
- PE-34H, que liga o distrito de San Pedro de Putina Punco (e a Fronteira Bolívia-Peru, Parque Nacional Madidi) à cidade de Juliaca [1][2][3]